# Албанская мафия
Албанская мафия (алб. Mafia shqiptare) или албанская организованная преступность (алб. Krimi i organizuar shqiptar) являются общими терминами, используемыми для различных преступных организаций, базирующихся в Албании. За пределами Албании распространена в США и Европейском союзе. В данном случае термин «мафия» не подразумевает, что вся албанская преступная деятельность координируется и регулируется общим руководящим органом со штаб-квартирой в Албании, Косове, Северной Македонии и др.

## История
После падения коммунистического режима в Албании в начале 1991 года албанская мафия обрела связь с остальным миром, что привело к её расширению на международной арене.
Война в Косове сыграла ключевую роль для повышения присутствия албанской мафии в Европе. Традиционно героин транспортировался в Западную Европу из Турции через Сербию, Хорватию и Словению. Этот маршрут был закрыт в результате войны, и албанские банды гарантировали безопасный маршрут через зону боевых действий. Во время войны этнические албанцы в массовом порядке получали «статус беженцев» в Европе, бандиты воспользовались этим и образовали преступный синдикат, главным образом в Германии и Швейцарии, специализируясь на торговле героином.
По сообщению Управления по борьбе с наркотиками (США) албанская мафия является ключевым торговцем в «балканской связи», стамбул-белградский трафик героина. В 1985 через «балканский маршрут» попадало от 25 % до 40 % героинового трафика в США.
Помимо наркоторговли албанская мафия также занимается торговлей людьми. Для этого она задействует свои традиционно сильные позиции в соседних странах, например в Македонии, которая используется как перевалочный пункт для нелегального трафика женщин собственно из Албании, экс-Югославии и Болгарии. Через Македонию женщины перевозятся в Западную Европу и на Ближний Восток для занятий проституцией. Кроме этого, территории Сербии и Македонии были выбраны в целях налаживания транзита женщин из восточноевропейских стран для их сексуальной эксплуатации в Косово. Большая часть жертв нелегального трафика в Косово состоит из молдаванок (62 %), румынок (19 %), украинок (9 %) и жительниц Болгарии (8 %). Жертв этого бизнеса на пути в Косово часто перепродают от трёх до шести раз. Кризисная ситуация в Косово и интервенция НАТО были использованы албанской мафией для того, чтобы поставлять албанских и цыганских женщин из Косово в Италию и другие западные страны.

## Связь с «Армией освобождения Косова»
В 1999 комитет сената США заявил, что основная часть финансирования «Армии Освобождения Косова» поступает от криминальных связей.
В 2000 по данным Интерпола существовала связь между политическими/военными образованиями Косова и албанской организованной преступностью.

## Связь сдругими группировками
Также албанские группировки существуют и в славянских странах — на Украине, Хорватии, Боснии и Сербии. Отношения между ними складываются по-разному: создаются союзы или совместные группировки, так и многолетняя вражда. В целом из славянских группировок наилучшие отношения с албанцами у представителей украинских, хорватских и болгарских группировок-они тесно сотрудничают друг с другом и враждуют с сербскими кланами. С сербской мафией наоборот-идет многолетняя негласная «холодная» война и взаимные провокации.

## В популярной культуре
- Албанские бандиты «присутствуют» в датском фильме Дилер 3.
- В 2008 вышел фильм Люка Бессона, «Заложница». Главный герой противостоит албанской мафии, которая с целью продажи похитила его дочь в Париже.
- В игре Grand Theft Auto IV присутствует албанская мафия.
- В сериале «Law and Order: Criminal Intent» албанская мафия похищала детей и женщин.
- Миссия в игре SOCOM 2 проходит в Албании, где необходимо захватить несколько преступных главарей.
- Действия французского фильма «Осиное гнездо» (фр. Nid de guêpes) разворачиваются вокруг албанского преступного главаря.
- Основанный на реальном фоне албанской мафии в Антверпене, фильм Досье «К»" (2009) Dossier K, режиссёра Яна Верхейена.